# Melaleuca rhaphiophylla
Melaleuca rhaphiophylla är en myrtenväxtart som beskrevs av Johannes Conrad Schauer. Melaleuca rhaphiophylla ingår i släktet Melaleuca och familjen myrtenväxter.
Artens utbredningsområde är Western Australia. Inga underarter finns listade i Catalogue of Life.